# 方言连续体
方言連續體（英語：dialect continuum）是指在某個相關地理區域使用的一系列語言變體形成方言，相鄰語言變體能夠相互理解，但差異隨著距離的推移而累積，因此相距較遠的連續體或變體可能互通度遞減而無法相互理解。

## 形成

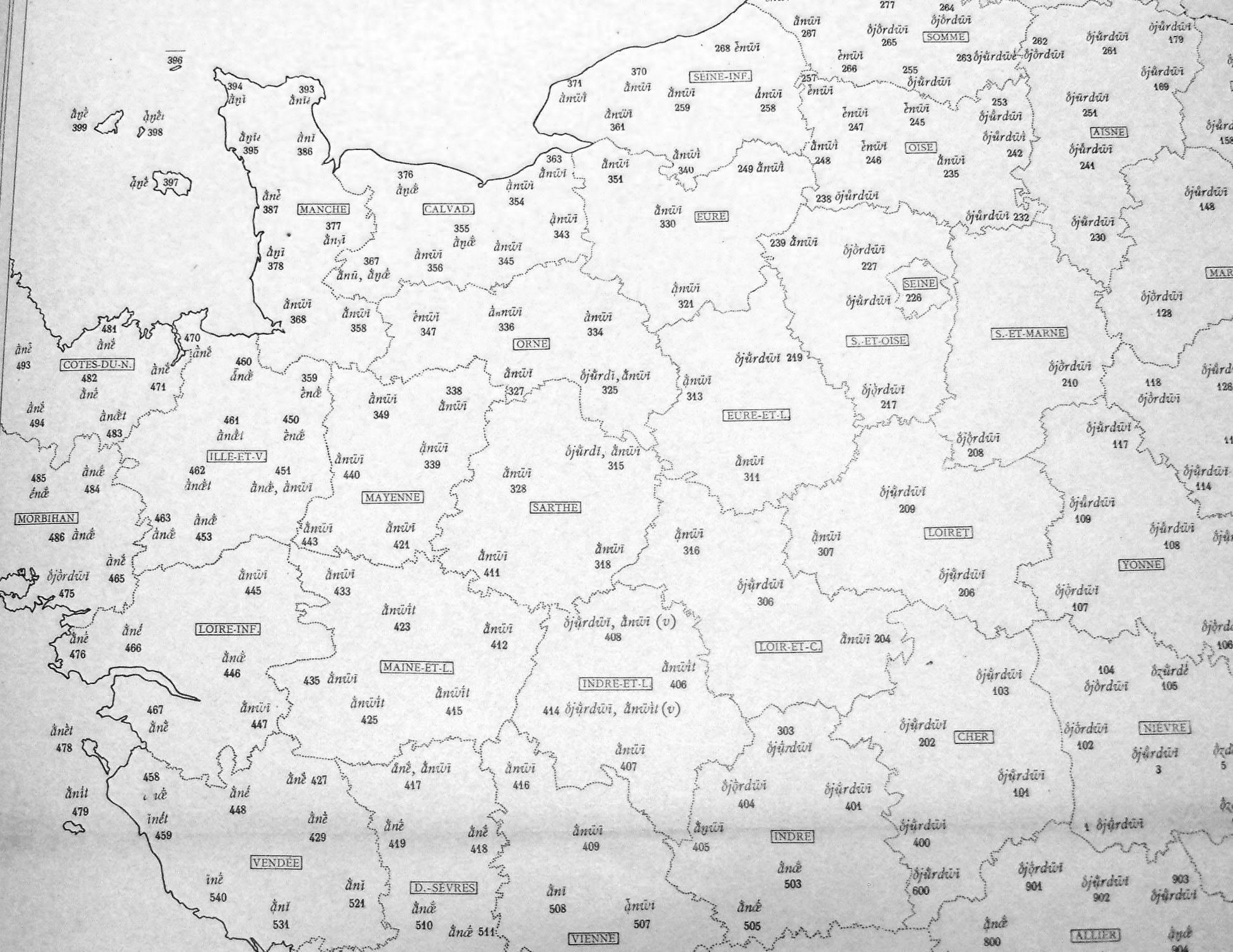
第72號法國語言地圖集的一部分，記錄了當地意思「今天」

通常在特定的政治單位或地理區域內，方言連續體中的各種變體可以被開發並編列成標準語言，然後作為該連續體中部分的主要領導語言。近幾百年來，在方言連續體的發展國家中，有些會以主導語言逐漸掩蓋過其餘的非標準語言，使方言連續體的邊界更加的清晰、明確。

## 劃分
方言專家在研究過程中，將方言連續體中各種語言特徵繪製成等語線，作為辨別同個方言連續體的邊界與區域。

## 例子
- 西羅曼語支：法語、義大利語、加泰羅尼亞語、西班牙語、葡萄牙語
- 西日耳曼語支：高地德語、低地德語、荷蘭語和富拉語
- 东斯拉夫语支：俄语、白俄罗斯语及烏克蘭語
- 西斯拉夫语支：捷克語、波蘭語、斯洛伐克語、西里西亞語、卡舒比語、上索布語和下索佈語
- 南斯拉夫语支：斯洛文尼亚语、克罗地亚语、波士尼亞語、蒙特內哥羅語、塞尔维亚语
- 突厥语系：土耳其语、阿塞拜疆语
- 官話：華北官話、西北官話、西南官話和江淮官話

## 參閲
- 通變系統
- 语言均一化
- 双层语言
- 語言分離主義
- 後新生語連續體（英语：Post-creole continuum）
- 方言測量學（英语：dialectometry）
- 普通共同語（英语：Koiné language）

## 腳註

### 外部參考
- Alfred Lameli: Strukturen im Sprachraum. Analysen zur arealtypologischen Komplexität der Dialekte in Deutschland. Berlin/Boston 2013, ISBN 3-11-033123-3.
- J. K. Chambers, Peter Trudgill: Dialectology. 2. Auflage, Cambridge University Press, Cambridge 1998, ISBN 0-521-59646-7 (Cambridge textbooks in linguistics).
- Cruse, D. A. 1986 Lexical Semantics. Cantabrigiae: Cambridge University Press. ISBN 0521276438.
- Hockett, Charles F. 1958. A Course in Modern Linguistics. Novi Eboraci: Macmillan.
- What does dialect continuum mean? （页面存档备份，存于）
- Dialect continua-Variety studies （页面存档备份，存于）
- A dialect continuum （页面存档备份，存于）
- About: Диалектный континуум （页面存档备份，存于）